# Diego García Campos
Diego García Campos (Madrid, 18 de abril del 2000) es un futbolista español que juega como delantero en el C. D. Leganés de la Segunda División de España.

## Trayectoria
Madrileño, se formó en las canteras del Real Madrid, Alcobendas C. F. y Rayo Vallecano. Debutó con el filial rayista el 6 de diciembre de 2018 al entrar como suplente en la segunda parte en una victoria por 2-0 en casa frente a la RSD Alcalá en la ya extinta Tercera División española. Su primer gol con el filial llega el 22 de septiembre de 2019, anotando el primer tanto de la victoria por 2-1 contra la A. D. Torrejón C. F. No lograría hacerse un hueco en el equipo como titular, partiendo desde el inicio en sólo 7 partidos más en el resto de la temporada y anotando un gol.
El 6 de octubre de 2020 firmó por el C. D. Leganés y fue asignado al filial de la cuarta categoría nacional. El siguiente 16 de mayo, tras anotar 13 goles con el B, debutó en el primer equipo sustituyendo a Sabin Merino en la segunda mitad en una victoria por 3-0 frente a la U. D. Logroñés en Segunda División.
En la temporada 2022-23 fue cedido al C. F. Fuenlabrada.

## Clubes
Actualizado al último partido disputado el 17 de marzo de 2024.
| Club                                | Div.       | Año        | Liga     | Liga  | Copa     | Copa  | Total    | Total |
| Club                                | Div.       | Año        | Partidos | Goles | Partidos | Goles | Partidos | Goles |
| ----------------------------------- | ---------- | ---------- | -------- | ----- | -------- | ----- | -------- | ----- |
| Rayo Vallecano "B"                  | 3ª         | 2018-2020  | 18       | 2     |          |       | 18       | 2     |
| Rayo Vallecano "B"                  | Total club | Total club | 18       | 2     |          |       | 18       | 2     |
| CD Leganés "B"                      | 2ªREF      | 2020-2021  | 20       | 10    |          |       | 20       | 10    |
| CD Leganés "B"                      | 2ªREF      | 2021-2022  | 28       | 8     |          |       | 28       | 8     |
| CD Leganés "B"                      | Total club | Total club | 48       | 18    |          |       | 48       | 18    |
| CD Leganés                          | 2ª         | 2020-2021  | 3        | 0     |          |       | 3        | 0     |
| CD Leganés                          | 2ª         | 2021-2022  | 4        | 0     | 2        | 0     | 6        | 0     |
| Club de Fútbol Fuenlabrada (cedido) | 1ªREF      | 2022-2023  | 36       | 13    | 1        | 0     | 37       | 13    |
| Club de Fútbol Fuenlabrada (cedido) | Total club | Total club | 36       | 13    | 1        | 0     | 37       | 13    |
| CD Leganés                          | 2ª         | 2023-2024  | 31       | 11    | 2        | 0     | 33       | 11    |
| CD Leganés                          | Total club | Total club | 38       | 11    | 4        | 0     | 42       | 11    |

## Palmarés

### Campeonatos nacionales
| Título           | Club          | País   | Año  |
| ---------------- | ------------- | ------ | ---- |
| Segunda División | C. D. Leganés | España | 2024 |